# The Woman King
Pour plus de détails, voir Fiche technique et Distribution.
The Woman King ou La femme roi au Québec, est un film américano-canadien réalisé par Gina Prince-Bythewood, sorti en 2022
Il est présenté en avant-première au Festival international du film de Toronto 2022.
Il s'agit d'un film d'aventure et d'action historique qui s'inspire des exploits des Agojie (surnommées par les Européens les «Amazones du Dahomey ») au royaume du Dahomey en 1823.

## Synopsis
En 1823, le royaume de Dahomey est en butte aux ambitions menaçantes de son voisin plus puissant, l'empire d'Oyo, auquel il doit verser un tribut annuel. De plus, la richesse du Dahomey repose en partie sur le commerce d'esclaves capturés parmi les populations voisines, un cercle vicieux qui affaiblit l'ensemble des royaumes africains. Le Dahomey possède une unité de guerrières, les Agojie. À la suite d'une victoire à la Pyrrhus qui a coûté la vie à de nombreuses guerrières, la générale Nanisca entraîne une nouvelle génération de femmes, dont fait partie Nawi. C'est une fille au caractère bien trempé qui ne s'entend pas avec ses parents. Elle vient de refuser d'épouser un prétendant bien plus âgé qu'elle et qui menaçait de la battre. Furieux, son père fait cadeau de Nawi au roi et la laisse au palais. Nawi découvre alors le quotidien des Agojie, qui forment un régime d'élite exclusivement féminin où le célibat est de règle. Elles vivent au palais du roi, dont elles constituent la garde rapprochée. En compagnie de deux autres jeunes filles, Fumbe et Ode, Nawi apprend à s'entraîner grâce aux conseils d'une guerrière plus expérimentée, Izogie. Au fil du temps, Nawi peine à se plier à la discipline stricte des Agojie et s'attire plusieurs remontrances.
Lors d'une réunion au palais, Nanisca plaide pour que le Dahomey refuse de verser le tribut aux Oyo et mette fin au trafic d'esclaves, pour se concentrer plutôt sur le commerce d'huile de palme grâce aux palmeraies que le royaume possède. Les autres dignitaires du palais réclament du temps pour renforcer l'armée. Le roi Ghézo décide de verser le tribut cette année encore, mais accepte que Nanisca lui montre les palmeraies. Les intrigues de cour divisent les épouses du roi, qui ne voient pas toutes d'un bon œil le pouvoir qu'il accorde à Nanisca. La générale des Agojie, quant à elle, est troublée par un mauvais rêve. La devineresse l'interprète comme un signe que quelque chose ou quelqu'un issu du passé de Nanisca va resurgir bientôt.
Lorsque l'ambassade Oyo arrive au palais pour récolter le tribut qui lui est dû, Nanisca découvre que le général Oyo n'est autre qu'Oba Abe, l'un des hommes qui l'avaient capturée et violée à l'issue d'une défaite au combat dans sa jeunesse. Les Oyo se vantent d'avoir pris le contrôle du port d'Ouidah. En découvrant les présents promis, ils décrètent que le tribut est insuffisant. Le roi Ghézo ne répond pas aux provocations d'Oba Ade et négocie. Oba Ade réclame quarante Agojie, le roi Ghézo lui en donne vingt. La mort dans l'âme, Nanisca sélectionne Nawi pour être envoyée à Ouidah.
Pendant ce temps, au port de Ouidah, le marchand d'esclaves portugais Santo Ferreira vient d'arriver d'Europe en quête d'esclaves qu'il souhaite revendre au Brésil. Son frère, Malik, est un mulâtre dont la mère était originaire du Dahomey et dont le père est un Européen. Ému par la découverte du Dahomey où il voit pour la première fois des Africains dans des positions de pouvoir, Malik contemple avec un malaise grandissant les affaires de son frère esclavagiste et les mauvais traitements infligés aux esclaves.
Parvenues à Ouidah sous le commandement de Nanisca, les Agojie font face à Oba Abe, venu prendre livraison de ses futures prisonnières. Mais Nanisca refuse de livrer les Agojie, apportant comme tribu les têtes des Oyo restés au Dahomey et provoque Oba Ade au combat. Tandis que les Agojie se replient vers la mer où des barques les attendent, Nanisca reste en arrière pour combattre Oba Abe, mais elle se trouve en difficulté. Nawi intervient pour refermer une herse afin de bloquer le passage au reste du détachement Oyo qui cherche à prêter main-forte à son général. Grâce à elle, Nanisca peut se replier avec les autres, mais la générale ne montre pas ouvertement sa gratitude pour cette initiative prise par la jeune guerrière.
Santo Ferreira et Malik rencontrent par la suite Oba Ade. Ce dernier leur apprend qu'il a conclu un traité avec deux royaumes voisins pour se coaliser contre le Dahomey et le réduire à sa merci une fois pour toutes. Quelque temps après, au cours d'un voyage dans la jungle, Malik, séparé des autres le temps de se baigner, rencontre par hasard Nawi et en tombe amoureux. Nawi est curieuse, mais s'enfuit en entendant arriver les compagnons de Malik.
Au terme d'un entraînement intensif, Nawi et ses amies achèvent leur formation. Au cours de l'épreuve qui doit décider si elles seront admises parmi les Agojie, Nawi est en tête, mais elle rebrousse chemin afin de venir en aide à son amie Fumbe. En dépit de ce contretemps, elle parvient à rattraper son retard et termine première. Alors qu'Izogie lui soigne ses blessures, Nawi lui apprend qu'elle est orpheline et a été adoptée. Elle possède une marque à l'épaule gauche. Quand Nanisca s'en rend compte, elle en paraît affectée.
Peu après, Malik parvient à parler à Nawi à travers une brèche dans le portail du palais. Le soir venu, elle vient à sa rencontre dans la forêt et il lui révèle l'alliance conclue par les Oyo contre le Dahomey. Bouleversée, Nawi va trouver Nanisca au bain et lui apprend la mauvaise nouvelle. Mais Nanisca est furieuse de découvrir que Nawi a encore désobéi. Nanisca révèle à Nawi que, dans sa jeunesse, elle a été vaincue, capturée et violée par des hommes. Elle a pu s'échapper, mais elle était tombée enceinte. Au moment de l'accouchement, elle a inséré dans l'épaule gauche du nouveau-né, une petite fille, une dent de requin, puis l'a confiée à une autre guerrière, qui l'a confiée à des missionnaires. Nanisca incise la marque que Nawi possède à cet endroit et elle en extrait la dent de requin, ce qui prouve que Nawi n'est autre que la fille de Nanisca.
La guerre ouverte contre les Oyo se précise : une puissante armée approche de la capitale du Dahomey. Fin prêtes, les Agojie partent au-devant de l'ennemi, auquel elles tendent un piège en fabriquant des mines qu'elles dispersent dans un site où l'armée va camper. Au moment opportun, elles font sauter les mines, semant le chaos et la destruction parmi l'armée Oyo, puis passent à l'attaque. Durant la bataille, certaines Agojie sont tuées dont Esi et Ode. L'armée du Dahomey en ressort victorieuse, mais Oba Ade parvient à s'échapper et les Oyo emportent plusieurs Agojie blessées dont Nawi, Fumbe, Cindra et Izogie. Fumbe parvient à s'échapper et retourne prévenir Nanisca. Mais le roi Ghézo ne veut pas entendre parler d'une expédition de secours : heureux de la victoire, il se prépare à accorder le titre de "femme-roi", un honneur traditionnel ancien, à Nanisca. Cette dernière finit par désobéir et, au soir, elle part avec ses compagnes d'armes pour Ouidah où les prisonnières ont été emmenées.
Pendant ce temps, Nawi et Izogie parviennent à s'échapper, mais Izogie est tuée pendant leur fuite. Reprise, Nawi est rachetée par Malik qui l'a reconnue et la libère. La nuit venue, les Agojie s'infiltrent dans le port pour y libérer et y armer les esclaves, provoquant une révolte qui met la ville à feu et à sang. Nawi rejoint les autres Agojie et Nanisca arrive à vaincre Oba Ade. Nawi défend Nanisca en tuant trois soldats qui la menaçaient. Santo Ferreira est tué en tentant de s'enfuir avec certains esclaves, tandis que Malik, après avoir tenté en vain de persuader Nawi de venir avec lui, s'embarque pour fuir avec les esclaves. Le retour des Agojie et de Nanisca est un triomphe auprès de la population, si bien que le roi Ghézo lui accorde le titre de "femme-roi" malgré sa désobéissance, reconnaissant ses talents de visionnaire. La fête passée, Nanisca et Nawi se réconcilient : elles ne sont plus seulement maîtresse et disciple, mais mère et fille. Après la fête, Amenza l'Agojie chamane, guerrière et amie de Nanisca honore les Agojie tombées au combat.

## Fiche technique
Sauf indication contraire, les informations mentionnées dans cette section peuvent être confirmées par la base de données cinématographiques IMDb,  présente dans la section « Liens externes ».
- Titre original et francophone : The Woman King
- Titre québécois : La femme roi
- Réalisation : Gina Prince-Bythewood
- Scénario : Dana Stevens (en), d'après une idée de Maria Bello et Dana Stevens
- Musique : Terence Blanchard
- Décors : Akin McKenzie
- Costumes : Gersha Phillips
- Photographie : Polly Morgan
- Montage : Terilyn A. Shropshire
- Production : Maria Bello, Viola Davis, Cathy Schulman et Julius Tennon

Coproducteur : Dale Butler
Producteurs délégué : Peter McAleese
- Sociétés de production : TriStar, Welle Entertainment, JuVee Productions, Jack Blue Productions et Entertainment One
- Sociétés de distribution : TriStar (États-Unis), Sony Pictures Releasing France (France)
- Budget : 50 millions de dollars américains[2]
- Pays de production :  États-Unis,  Canada
- Langue originale : anglais
- Format : couleur
- Genre : Drame, historique et action et d'aventures[3]
- Durée : 126 minutes
- Dates de sortie[4] :
  - Canada : 9 septembre 2022 (festival de Toronto)
  - États-Unis et Québec : 16 septembre 2022
  - France : 28 septembre 2022
- Classification :
- États-Unis : PG-13 (les enfants de moins de 13 ans doivent être accompagnées d’un adulte)
- France : Tout public lors de sa sortie en salles mais déconseillé aux moins de 12 ans lors de sa diffusion télévisée.

## Distribution
Sauf indication contraire, les informations mentionnées dans cette section peuvent être confirmées par la base de données cinématographiques IMDb,  présente dans la section « Liens externes ».

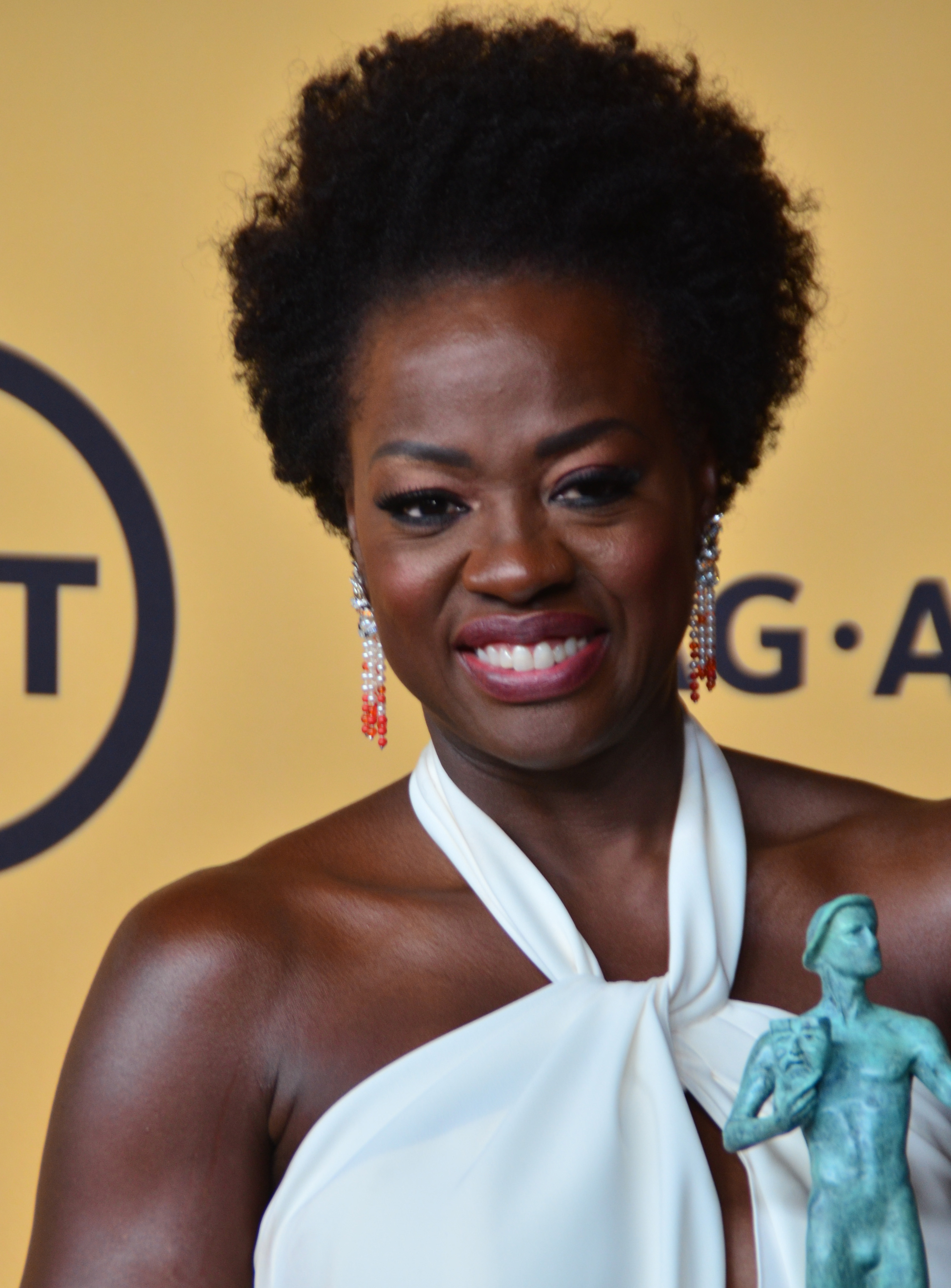
Viola Davis (ici en 2015) incarne Nanisca, la générale des Agojies.

- Viola Davis (VF : Maïk Darah ; VQ : Johanne Garneau) : Nanisca, générale des Agojie
- Thuso Mbedu (VF : Aurélie Konaté ; VQ : Naïla Louidort) : Nawi, jeune Agojie
- Lashana Lynch (VF : Corinne Wellong ; VQ : Sofia Blondin) : Izogie, une Agojie vétérane
- Sheila Atim (VF : Astrid Bayiha ; VQ : Marie-Evelyne Lessard) : Amenza, une Agojie vétérane
- Shaina West : Esi, une Agojie vétérane
- Chioma Umeala : Tara, une Agojie vétérane
- Siyamthanda Makakane : Cindra, une Agojie vétérane
- John Boyega (VF : Diouc Koma ; VQ : Xavier Dolan) : le roi Ghézo
- Hero Fiennes-Tiffin (VF : Jim Redler ; VQ : Nicolas Bacon) : Santo Ferreira, marchand d'esclaves portugais
- Jordan Bolger (VF : Eilias Changuel ; VQ : Lyndz Dantiste) : Malik, frère de Santo Ferreira
- Jimmy Odukoya (VF : Frantz Confiac ; VQ : Maxime Monpérousse) : Oba Ade, général de l'empire d'Oyo
- Masali Baduza (VF : Déborah Claude ; VQ : Teneisha Collins) : Fumbe, jeune Agojie et amie de Nawi
- Adrienne Warren : Ode, jeune femme Mahi devenue Agojie et amie de Nawi
- Angélique Kidjo : la Meunon
- Siv Ngesi (VF : Daniel Njo Lobé) : le Migan, général de l'armée des hommes
- Jayme Lawson (VQ : Anna Beaupré Moulounda) : Shante, épouse favorite de Ghézo
- Zozibini Tunzi : Efe, seconde épouse
- Makgotso M : Iniya
- Julian Tennon : Moru
- Thando Dlomo : Kelu

Source VQ=forum du doublage québécois
Direction artistique : Christine Séguin
Adaptation : Fannie-Amélie Morin
Studio : Difuze

## Production

### Genèse et développement

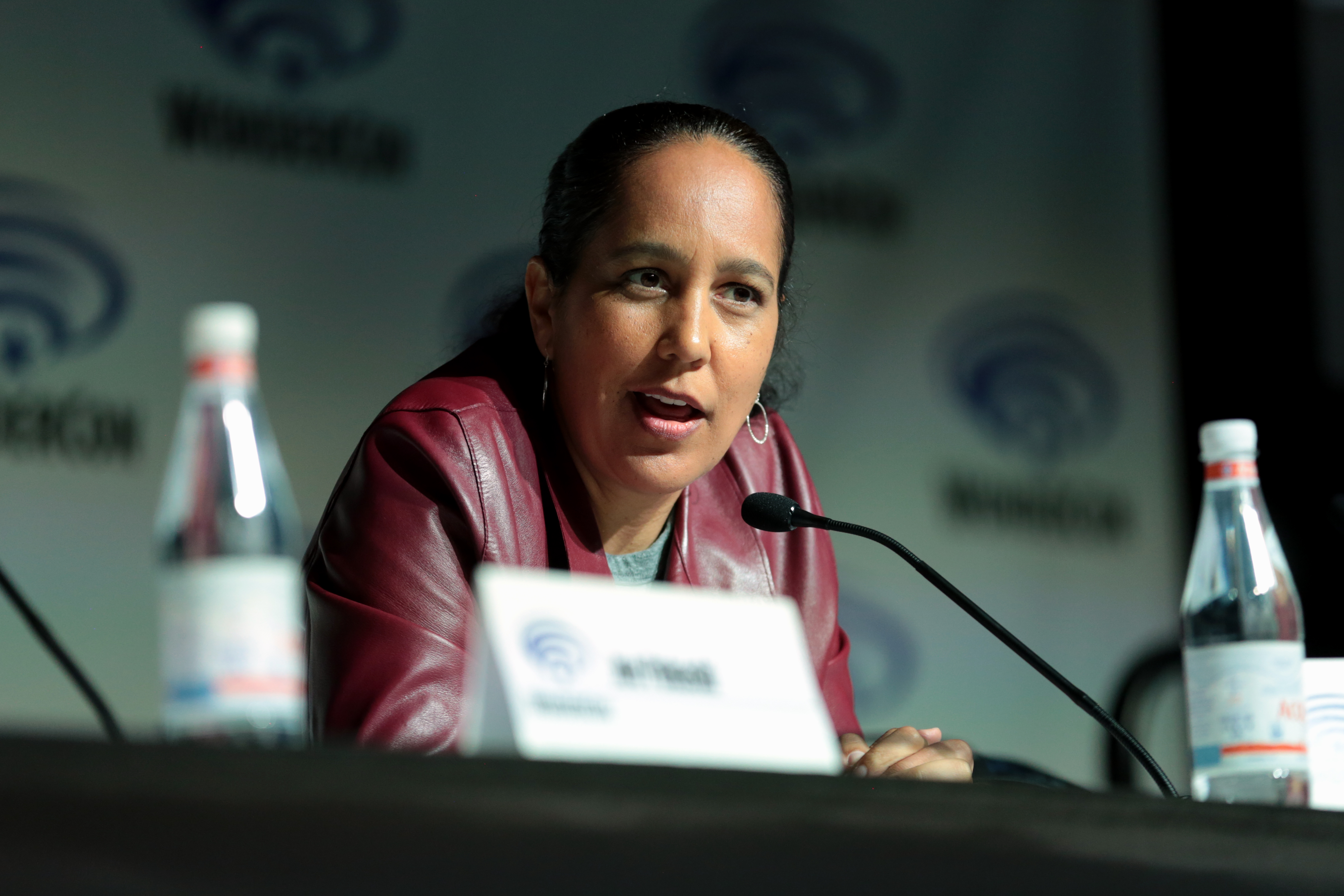
Gina Prince-Bythewood, réalisatrice et co-scénariste du film, lors de la convention WonderCon en 2018. Photo par Gage Skidmore.

The Woman King est un projet développé par les productrices Maria Bello et Cathy Schulman. Le scénario est écrit par Dana Stevens avec l'aide de Gina Prince-Bythewood qui réalise également le film. Le film est produit par TriStar et Entertainment One.
En mars 2018, Viola Davis et Lupita Nyong'o sont annoncées dans des rôles principaux. La seconde quittera finalement le projet peu de temps avant le début de la production, possiblement par désaccord envers la manière dont le scénario minimisait le rôle des Agojie dans les pratiques esclavagistes du royaume du Dahomey. Le reste de la distribution est annoncé courant 2021,.
Gina Prince-Bythewood déclare à propos du scénario : « Nous ne voulions pas les montrer comme une seule chose : des femmes badass qui tuaient. Elles ont aussi ri, aimé et pleuré. Nous voulions montrer toute leur humanité, pas seulement la partie cool qui aurait l'air bien dans une bande-annonce. »
Le budget final du film s'élève à environ 50 millions de dollars américains.

### Tournage
Le tournage débute en novembre 2021 en Afrique du Sud,.

### Musique

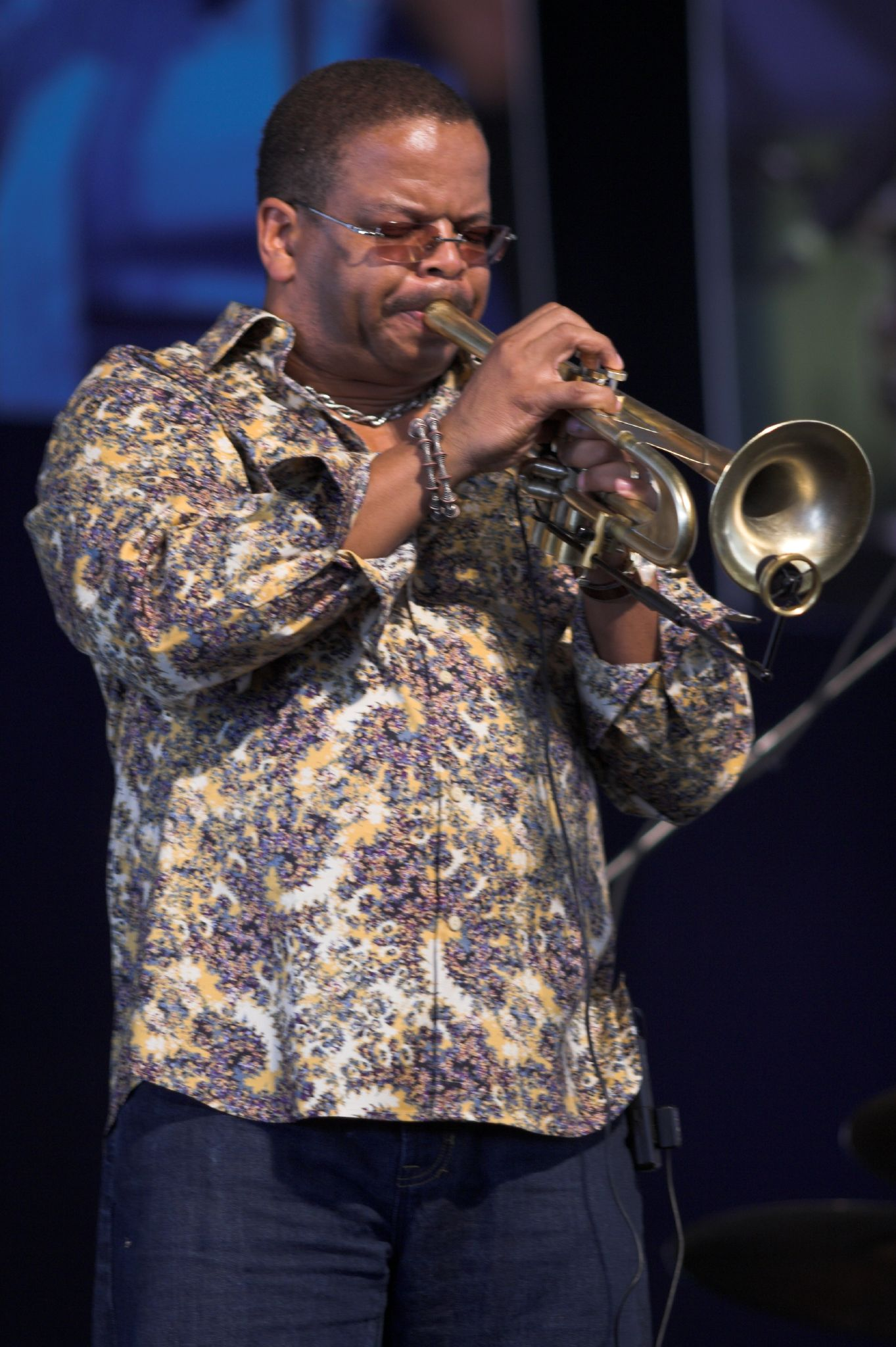
La bande originale du film est composée par Terence Blanchard (ici en 2007).

La musique du film est composée par Terence Blanchard. Il avait déjà collaboré avec la réalisatrice notamment sur le film Love and Basketball (2000) et la mini-série Shots Fired,.
L'artiste sud-africain Lebo M. (en) compose par ailleurs cinq chansons originales pour le film,. La film contient également des contributions vocales de Dianne Reeves. Le générique de fin comprend la chanson Keep Rising, composée pour le film par Jessy Wilson (en) avec la voix de la musicienne béninoise Angélique Kidjo, qui joue en outre le rôle d'une Agojie dans le film.

## Accueil

### Sortie
The Woman King est présenté en avant-première au festival international du film de Toronto 2022 en septembre 2022. Il sort peu de temps après dans les salles américaines, dès le 16 septembre et en France le 28 septembre,.

### Box-office
| Pays ou région        | Box-office        | Date d'arrêt du box-office | Nombre de semaines |
| --------------------- | ----------------- | -------------------------- | ------------------ |
| France                | 437 501 entrées   | 25 janvier 2023            | 17                 |
| États-Unis Canada     | 67 328 130 $      | 26 janvier 2023            | 19                 |
| Total hors États-Unis | +025 100 000, USD | -                          | -                  |
| Total mondial         | +092 428 130, USD | -                          | -                  |

#### Amérique du Nord
Pour son premier week-end d'exploitation, le long-métrage réalise 19 millions de dollars de recettes et se positionne premier du box-office. Au bout de trois semaines d'exploitation, il cumule 46,7 millions de dollars de recettes et est porté par un bouche-à-oreille favorable.

#### France
En France, pour son premier jour d'exploitation, The Woman King réalise 12 619 entrées, dont 2 011 en avant-première, pour 294 copies, se positionnant sixième du box-office des nouveautés juste derrière Maria rêve (12 745) et devant Le Sixième Enfant (7 179). Après une première semaine d'exploitation, le film engrange 100 875 entrées cumulées se positionnant sixième du box-office, derrière Une belle course (117 217) et devant Les Enfants des autres (97 702). En semaine 2, le film perd une place avec 81 836 entrées, derrière Sans filtre (105 276) et devant Une belle course (70 283).

### Accueil critique
Le site Rotten Tomatoes donne une note de 94% pour 260 critiques. Le site Metacritic donne lui une note de 77⁄100, pour 53 critiques recensées.
En France, le site Allociné donne une moyenne 2,7⁄5, après avoir recensé 16 titres de presse.

## Analyse historique

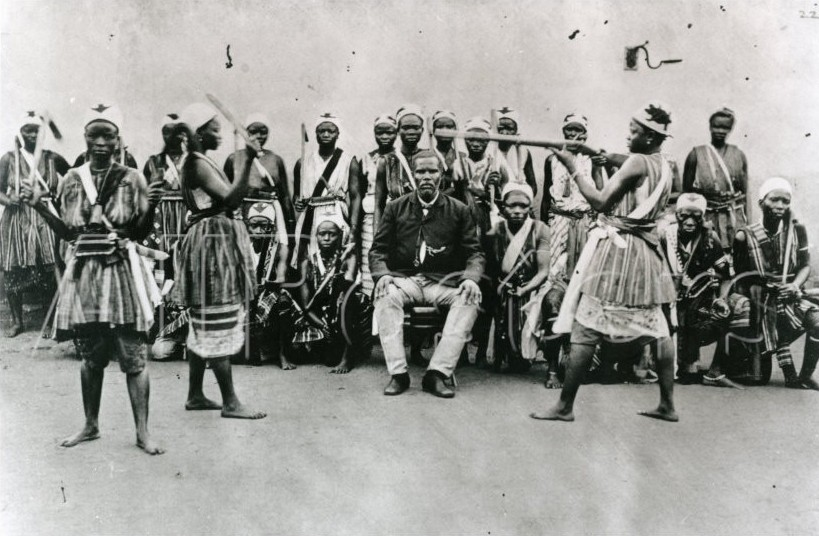
Les Agojie vers 1890. Photographe inconnu.

L'action du film se déroule en 1823, au début du règne de Ghézo, neuvième roi d'Abomey, dans le royaume du Dahomey alors en conflit avec l'empire d'Oyo. Le roi Ghézo réussit bel et bien à arracher le royaume à son statut de subalterne d'Oyo en 1823.
Les Agojie ont réellement existé. Ces guerrières d'élite formant une unité exclusivement féminine étaient également appelées Mino ou Gbeto en langue fon. Il est possible qu'elles aient d'abord été des chasseuses d'éléphants, mais les premières traces certaines de leur intégration à l'armée en tant que régiment distinct remontent au début du XVIIIe siècle. Elles portaient des tuniques descendant jusqu'aux genoux et maniaient un armement varié, lances, machettes, arcs et fusils. La coutume interdisant aux hommes d'approcher ou de regarder les Agojie est relatée par Richard Francis Burton, militaire, explorateur et érudit britannique, qui voyage au Dahomey dans les années 1860. L'épreuve au cours de laquelle les Agojie franchissent un mur fait d'acacias épineux au mépris de la douleur s'inspire d'une parade dont le missionnaire italien Francesco Borghero dit avoir été témoin à Abomey en 1861.

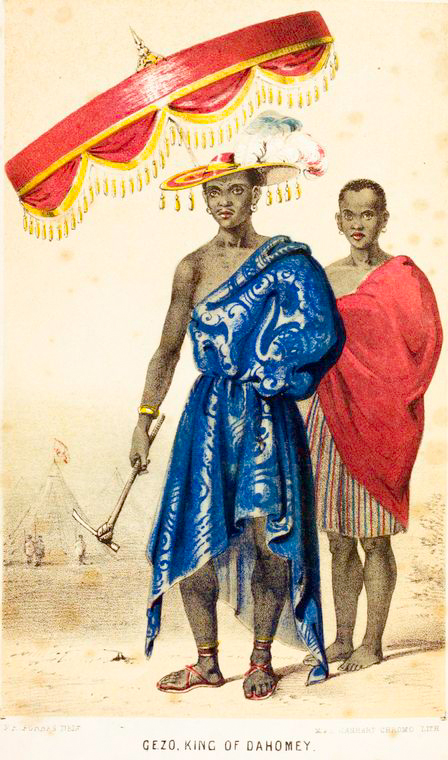
Le roi Ghézo sur une illustration de Frederick E. Forbes en 1851. New York Public Library.

Le début du film montre également avec justesse l'implication du royaume du Dahomey dans la traite négrière occidentale (commerce triangulaire). À l'époque où se déroule le film, en 1823, le Dahomey s'enrichit considérablement grâce à ses conquêtes militaires, mais aussi en vendant aux esclavagistes français, britanniques et portugais des centaines de milliers de prisonniers issus des populations voisines.
Le conflit opposant le Dahomey aux Oyo au sujet du port d'Ouidah s'inspire des rivalités réelles entre royaumes africains pour le contrôle des villes côtières à cette époque et dans la suite du XIXe siècle. Ce port est une source de conflits entre le Dahomey et l'Oyo dès le XVIIIe siècle : en 1729, les Yorubas de l'empire d'Oyo s'en emparent par surprise, puis la ville est reprise par les Agojie, mais tout cela a lieu un siècle avant l'époque du film.
De plus, le négoce de l'huile de palme s'est bel et bien développé au Dahomey à cette époque, après la conquête de terres fertiles.
Les noms utilisés pour les personnages reprennent parfois des noms d'Agojie attestés dans les témoignages des voyageurs européens, quoique à des époques différentes. Le nom de Nanisca figure dans les écrits de l'officier naval français Jean Bayol, qui visite Abomey en décembre 1889, où il donne ce nom à une adolescente qui passe une épreuve destinée à montrer son insensibilité en tuant un prisonnier de guerre. Le nom de Nawi est celui d'une des dernières guerrières Agojie connues, rencontrée par un historien dans le village de Kinta en 1978 et morte en novembre 1979.
Le film prend cependant un certain nombre de libertés avec l'Histoire réelle. Les personnages de Nanisca, Nawi, Izogie et les guerrières agojié qui ont une histoire individuelle ne se basent pas sur les biographies de guerrières réelles. L'esclavagiste portugais Santo Ferreira est lui aussi une création du film, même s'il incarne un type de marchand esclavagiste européen qui correspond à une réalité historique. Le site History vs. Hollywood suppose que le personnage de Santo Ferreira peut avoir été librement inspiré aux scénaristes par Francisco Félix de Souza, qui a joué un rôle-clé dans le commerce des esclaves au Dahomey sous le règne du roi Ghézo, notamment en tant que commandant du fort de Ouidah.
Le principal écart entre le film et la réalité historique est l'attitude des Agojie envers l'esclavage. En effet, The Woman King minimise fortement la responsabilité des guerrières du Dahomey dans la traite d'esclaves. En réalité, les Agojie étaient régulièrement impliquées dans des raids visant à capturer des prisonniers afin de les vendre comme esclaves aux marchands européens. En outre, le roi Ghézo n'a nullement aboli cette pratique pendant son règne. Le Dahomey cesse de pratiquer l'esclavage en 1852, après avoir essuyé pendant vingt ans des pressions de la part du Royaume-Uni, qui, dans l'intervalle, avait aboli l'esclavage dans ses colonies en 1833 pour des raisons idéologiques et économiques,.

## Produits dérivés

### Bande originale
La bande originale de The Woman King paraît chez Milan Records sous forme numérique le 16 septembre 2022. La chanson Keep Rising de Jessy Wilson (en) avec Angélique Kidjo est diffusée quelques jours auparavant, le 9 septembre, également au format numérique.

### Diffusion en vidéo
Le film est édité en DVD et en Blu-Ray Ultra HD par ESC éditions en février 2023. Les bonus comprennent les vidéos "La Métamorphose d’une Actrice : Viola Davis sur le tournage", "La représentativité compte", "Femme/Warrior", "Les narrateurs", l'audition de Thso Mbedu ainsi que les commentaires audio de la réalisatrice Gina Prince-Bythewood et de la monteuse Terilyn A. Shropshire.

## Distinctions

### Prix
- African-American Film Critics Association 2022 : premier du top 10 des films de l'année[39]
- Alliance of Women Film Journalists 2022 : meilleure réalisatrice pour Gina Prince-Bythewood ; meilleure carrière féminine dans l'industrie du cinéma pour Viola Davis ; meilleure image pour Polly Morgan[40]

### Nominations
- Golden Globes 2023 : Meilleure actrice dans un film dramatique pour Viola Davis